# Célinte
Célinte est une nouvelle de Madeleine de Scudéry publié en 1661, l'année de l'arrivée au pouvoir de Louis XIV.

## Contexte de publication deCélinte
Publié en 1661, Célinte amorce un changement de forme et de style dans le traitement du romanesque par l'écrivaine. En effet, à partir de 1661, la mode veut que l'on passe des grands romans comme L'Astrée d'Honoré d'Urfé ou Clélie, histoire romaine de Madeleine de Scudéry, à de plus courts, nommés « nouvelles ». 

## Résumé
L’œuvre est composée de deux parties : un prologue, et la nouvelle à proprement parler.

### Le prologue
Il sert à introduire avec une « apparente nonchalance »la nouvelle, en présentant la conversation d'un groupe de jeunes gens se promenant au bois de Vincennes quelques jours après l'entrée de Louis XIV et de son épouse à Paris, le 26 août 1660. La conversation traite du thème de la curiosité (conversation galante et philosophique à l'image de celles que l'on tenait dans les salons). Or il s'avère qu'Artelice a reçu une histoire quelques jours auparavant, qui passe pour véritable, et elle serait très curieuse de la lire avec ses amis afin de découvrir qui se cache derrière les personnages.

### La nouvelle
Le narrateur ne nous dit pas où s'est déroulée cette histoire, mais nous assure dès le début qu'il s'agit là d'une histoire contemporaine, illustrant donc très bien les mœurs de l'époque. Célinte est une jeune femme noble et parfaite, vertueuse en toutes qualités, orpheline depuis son enfance et qui vit de ce fait auprès de sa tante, Lisiane, veuve.

## Source
- Les références au texte sont tirées de l'unique édition existante de Célinte : Madeleine de Scudéry, Celinte – Nouvelle première, Paris, Ed. A-G. Nizet, 1979, 172p.